# Macroprosopa atrata
Macroprosopa atrata är en tvåvingeart som först beskrevs av Fallen 1810.  Macroprosopa atrata ingår i släktet Macroprosopa och familjen parasitflugor. Arten är reproducerande i Sverige. Inga underarter finns listade i Catalogue of Life.